# River Heights
River Heights è un comune degli Stati Uniti d'America, nella contea di Cache nello Stato dello Utah.